# إرنست هرمان جوزيف مونش
إرنست هرمان جوزيف مونش (بالألمانية: Ernst Münch)‏ (و. 1798 – 1841 م) هو أمين مكتبة، ومؤرخ، وأستاذ جامعي ألماني، ولد في راينفيلدن، توفي في راينفيلدن، عن عمر يناهز 43 عاماً.